# هانا جيمس
هانا جيمس (بالإنجليزية: Hannah James)‏ هي ممثلة أمريكية، ولدت في 1994 في فرجينيا في الولايات المتحدة.